# Noah Allen
Noah Allen (Pembroke Pines, 2004. április 28. –) amerikai és görög korosztályos válogatott labdarúgó, az Inter Miami hátvéde.

## Pályafutása

### Klubcsapatokban
Allen a floridai Pembroke Pines városában született. Az ifjúsági pályafutását a Weston csapatában kezdte, majd az Inter Miami akadémiájánál folytatta.
2022-ben mutatkozott be az Inter Miami észak-amerikai első osztályban szereplő felnőtt keretében. Először a 2022. február 27-ei, Chicago Fire ellen 0–0-ás döntetlennel zárult mérkőzésen lépett pályára. Első gólját 2023. július 9-én, a DC United ellen idegenben 2–2-es döntetlennel végződő találkozón szerezte meg.

### A válogatottban
Allen az U20-as korosztályú válogatottban képviselte Amerikát.

## Statisztikák
2024. augusztus 14. szerint
| Klub        | Szezon   | Osztály  | Bajnokság | Bajnokság | Kupa  | Kupa | Nemzetközi | Nemzetközi | Összesen | Összesen |
| Klub        | Szezon   | Osztály  | Meccs     | Gól       | Meccs | Gól  | Meccs      | Gól        | Meccs    | Gól      |
| ----------- | -------- | -------- | --------- | --------- | ----- | ---- | ---------- | ---------- | -------- | -------- |
| Inter Miami | 2022     | MLS      | 8         | 0         | 2     | 0    | —          | —          | 10       | 0        |
| Inter Miami | 2023     | MLS      | 19        | 1         | 2     | 0    | 5          | 0          | 26       | 1        |
| Inter Miami | 2024     | MLS      | 13        | 0         | 0     | 0    | 6          | 0          | 19       | 0        |
| Összesen    | Összesen | Összesen | 40        | 1         | 4     | 0    | 11         | 0          | 55       | 1        |

## Sikerei, díjai
Inter Miami
- US Open Cup
  - Döntős (1): 2023

- Leagues Cup
  - Győztes (1): 2023

Amerikai U20-as válogatott
- U20-as CONCACAF-bajnokság
  - Győztes (1): 2022